# (200058) 2008 QA4
(200058) 2008 QA4 es un asteroide perteneciente al cinturón de asteroides, descubierto el 24 de agosto de 2008 por Michel Ory desde el Observatorio Astronómico del Jura, Vicques, Francia.

## Designación y nombre
Designado provisionalmente como 2008 QA4.

## Características orbitales
2008 QA4 está situado a una distancia media del Sol de 2,791 ua, pudiendo alejarse hasta 3,017 ua y acercarse hasta 2,566 ua. Su excentricidad es 0,080 y la inclinación orbital 3,841 grados. Emplea 1703,87 días en completar una órbita alrededor del Sol.

## Características físicas
La magnitud absoluta de 2008 QA4 es 16,1. Tiene 4,540 km de diámetro y su albedo se estima en 0,045.